# Novosil
Novosil (rusky Новосиль) je město v Orelské oblasti v Ruské federaci. Při sčítání lidu v roce 2010 měl přes tři tisíce obyvatel.

## Poloha a doprava
Novosil leží na Středoruské vysočině na pravém břehu Zuši, pravého přítoku Oky v povodí Volhy. Od Orlu, správního střediska oblasti, je vzdálen přibližně sedmdesát kilometrů východně.
Nejbližší železniční stanice je čtrnáct kilometrů vzdálená Zalegošč na železniční trati z Orlu přes Jelec do Grjazi.

## Dějiny
Poprvé je Novosil zmíněn pod jménem Itil v roce 1155 jako součást Černigovského knížectví. Od počátku 14. století byl už pod jménem Novosil stolicí svého samostatného knížectví.
Na počátku patnáctého století připadl Novosil do Litevského velkoknížectví a koncem téhož století do Moskevského velkoknížectví, ve kterém patřil až do sedmnáctého století k jižním hraničním pevnostem.
Od roku 1777 byl Novosil městem a později se stal součástí Tulské gubernie.
Za druhé světové války obsadila Novosil k 13. listopadu 1941 německá armáda a zpět jej dobyl Brjanský front Rudé armády 27. prosince 1941.

### Rodáci
- Vjačeslav Ivanovič Polunin (* 1950), klaun